# غرين باي
غرين باي (ويسكونسن) (بالإنجليزية: Green Bay, Wisconsin)‏ هي مدينة، مقر المقاطعة وsecond-class city تقع في الولايات المتحدة في Brown County. يقدر عدد سكانها بـ 104,057 نسمة ومساحتها 144.94 كم2 وترتفع عن سطح البحر 177 متر.

## التركيبة السكانية
قام مكتب تعداد الولايات المتحدة بتحديد بيانات التركيبة السكانية لغرين بايفي تعداد الولايات المتحدة. في ما يلي، التركيبة السكانية حسب تعدادي 2000 و2010.

### تعداد عام 2000
بلغ عدد سكان غرين 147 نسمة بحسب تعداد عام 2000، وبلغ عدد الأسر 58 أسرة وعدد العائلات 41 عائلة مقيمة في المدينة. في حين سجلت الكثافة السكانية 752.8 نسمة لكل ميل مربع (290.7/كم2). وبلغ عدد الوحدات السكنية 71 وحدة بمتوسط كثافة قدره 363.6 نسمة لكل ميل مربع (140.4/كم2).
وتوزع التركيب العرقي للمدينة بنسبة 96.60% من البيض و 2.72% من الأمريكيين الأصليين و 0.68% من الأمريكيين الأفارقة.
بلغ عدد الأسر 58 أسرة كانت نسبة 41.4% منها لديها أطفال تحت سن الثامنة عشر تعيش معهم، وبلغت نسبة الأزواج القاطنين مع بعضهم البعض 50.0% من أصل المجموع الكلي للأسر، ونسبة 13.8% من الأسر كان لديها معيلات من الإناث دون وجود شريك، وكانت نسبة 29.3% من غير العائلات. تألفت نسبة 24.1% من أصل جميع الأسر من أفراد ونسبة 10.3% كانوا يعيش معهم شخص وحيد يبلغ من العمر 65 عاماً فما فوق. وبلغ متوسط حجم الأسرة المعيشية 3.05، أما متوسط حجم العائلات فبلغ 2.53.
بلغ العمر الوسطي للسكان 30 عاماً. وكانت نسبة 34.0% من القاطنين تحت سن الثامنة عشر، وكانت نسبة 8.2% بين الثامنة عشر والأربعة وعشرون عاماً، ونسبة 29.3% كانت واقعةً في الفئة العمرية ما بين الخامسة والعشرون حتى والأربعة وأربعون عاماً، ونسبة 19.0% كانت ما بين الخامسة والأربعون حتى الرابعة والستون، ونسبة 9.5% كانت ضمن فئة الخامسة والستون عاماً فما فوق. يوجد لكل 100 أنثى 96.0 ذكر، ويوجد لكل 100 أنثى في الثامنة عشر من عمرها فما فوق 98.0 ذكر.
بلغ متوسط دخل الأسرة في المدينة 27,083 دولار، أما متوسط دخل العائلة فبلغ 29,167 دولار. وكان متوسط دخل الذكور 21,750 دولار مقابل 27,500 دولار للإناث. وسجل دخل الفرد الخاص بالمدينة 11,171 دولار.

### تعداد عام 2010
بلغ عدد سكان غرين باي 104,057 نسمة بحسب تعداد عام 2010، وبلغ عدد الأسر 42,244 أسرة وعدد العائلات 24,699 عائلة مقيمة في المدينة. في حين سجلت الكثافة السكانية 2,288.5 نسمة لكل ميل مربع (883.6/كم2). وبلغ عدد الوحدات السكنية 45,241 وحدة بمتوسط كثافة قدره 995.0 لكل ميل مربع (384.2/كم2).
وتوزع التركيب العرقي للمدينة بنسبة 77.9% من البيض و 4.1% من الأمريكيين الأصليين و 4.0% من الأمريكيين ذوي الأصول الآسيوية و 0.1% من سكان جزر المحيط الهادئ و 3.5% من الأمريكيين الأفارقة و 3.1% من عرقين مختلطين أو أكثر.
بلغ عدد الأسر 42,244 أسرة كانت نسبة 31.4% منها لديها أطفال تحت سن الثامنة عشر تعيش معهم، وبلغت نسبة الأزواج القاطنين مع بعضهم البعض 40.4% من أصل المجموع الكلي للأسر، ونسبة 12.5% من الأسر كان لديها معيلات من الإناث دون وجود شريك، بينما كانت نسبة 5.6% من الأسر لديها معيلون من الذكور دون وجود شريكة وكانت نسبة 41.5% من غير العائلات. تألفت نسبة 32.4% من أصل جميع الأسر من أفراد ونسبة 9.6% كانوا يعيش معهم شخص وحيد يبلغ من العمر 65 عاماً فما فوق. وبلغ متوسط حجم الأسرة المعيشية 3.06، أما متوسط حجم العائلات فبلغ 2.39.
بلغ العمر الوسطي للسكان 33.7 عاماً. وكانت نسبة 24.7% من القاطنين تحت سن الثامنة عشر، وكانت نسبة 11.7% بين الثامنة عشر والأربعة وعشرون عاماً، ونسبة 27.7% كانت واقعةً في الفئة العمرية ما بين الخامسة والعشرون حتى والأربعة وأربعون عاماً، ونسبة 24.5% كانت ما بين الخامسة والأربعون حتى الرابعة والستون، ونسبة 11.3% كانت ضمن فئة الخامسة والستون عاماً فما فوق. وتوزع التركيب الجنسي للسكان بنسبة 49.4% ذكور و50.6% إناث.

## المدن التوأمة
مدينة ايرابواتو هي مدينة توأمة لـغرين باي (ويسكونسن).